# Comenda (Gavião)
Comenda é uma povoação portuguesa sede da Freguesia de Comenda do Município de Gavião, freguesia com 90,02 km² de área e 692 habitantes (censo de 2021), tendo, por isso, uma densidade populacional de 7,7 hab./km².
Pertenceu ao concelho de Belver e depois disso ao de Gavião. Entre 1895 e 1898, com a extinção do concelho de Gavião, passou para o concelho do Crato, onde se manteve até à restauração do concelho (atual município) de Gavião, em 1898.

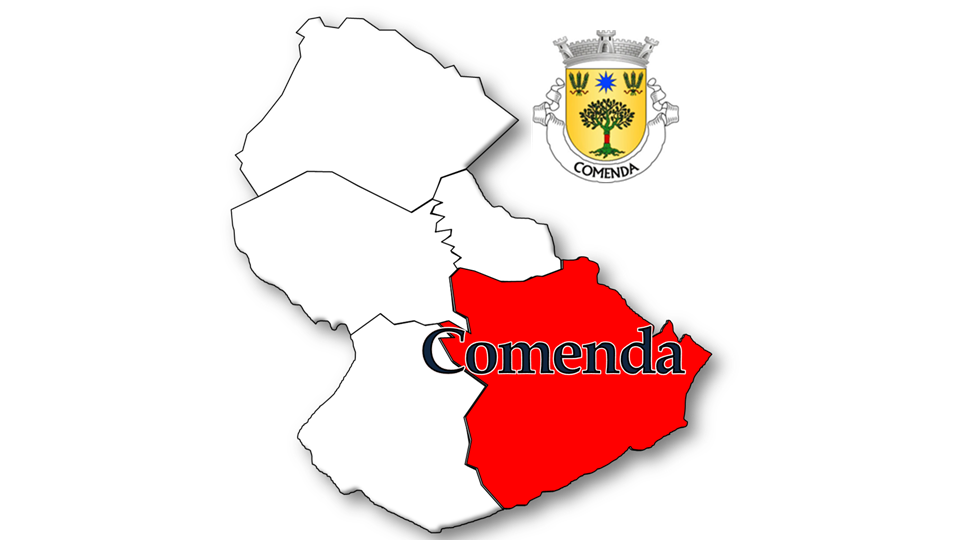
Localização da freguesia no Município de Gavião

## Demografia
A população registada nos censos foi:
| Distribuição da População por Grupos Etários | Distribuição da População por Grupos Etários | Distribuição da População por Grupos Etários | Distribuição da População por Grupos Etários | Distribuição da População por Grupos Etários |
| -------------------------------------------- | -------------------------------------------- | -------------------------------------------- | -------------------------------------------- | -------------------------------------------- |
| Ano                                          | 0-14 Anos                                    | 15-24 Anos                                   | 25-64 Anos                                   | > 65 Anos                                    |
| 2001                                         | 91                                           | 81                                           | 429                                          | 381                                          |
| 2011                                         | 70                                           | 66                                           | 360                                          | 394                                          |
| 2021                                         | 55                                           | 46                                           | 297                                          | 294                                          |

## Património
- Ponte da Ribeira da Venda, ponte antiga de pedra sobre a Ribeira da Venda